# Потекаев, Александр Иванович
Александр Иванович Потекаев (род. 1 октября 1951) — советский и российский учёный в области физики, доктор физико-математических наук, директор Сибирского физико-технического института, профессор кафедры общей физики Томского госуниверситета.

## Биография
Кандидат физико-математических наук (1979). Доктор физико-математических наук (1993).
С марта 2005 года возглавляет Сибирский физико-технический институт.
Главный редактор журнала «Известия вузов. Физика».
В январе 2010 года участвовал в предвыборной кампании по избранию ректора Томского государственного университета, но накануне голосования снял свою кандидатуру.
Научные интересы в области физики конденсированного состояния, длиннопериодических и предпереходных наноструктур, физики слабоустойчивых состояний металлических и полупроводниковых систем, физики пластичности и прочности, дефектообразования в конденсированных системах.